# Alexander Hare McLintock
Alexander Hare McLintock (* 14. April 1903 in Gore, Southland, Neuseeland; † 29. Mai 1968 in Dunedin, Neuseeland) war ein neuseeländischer Historiker, Dozent und Maler, der durch die Veröffentlichung des Werkes An Encyclopaedia of New Zealand bekannt wurde.

## Leben

### Kindheit
Alexander Hare McLintock wurde am 14. April 1903 in Gore, im Süden der Südinsel von Neuseeland geboren. Sein Vater, Robert Alexander Hare McLintock, war Ingenieur und stammte, wie seine Ehefrau, Christina Jane Cameron McDonald aus Schottland. McLintock wurde von seinen Eltern in schottischer Tradition erzogen und besuchte als Kind die Caversham School und später die Otago Boys’ High School, beide in Dunedin, Otago.

### Lehrer und Dozent
Nach seiner Ausbildung zum Lehrer an dem Dunedin Training College übte er seinen Beruf von 1921 bis 1929 aus. Während dieser Zeit studierte er zeitgleich an der University of Otago in Dunedin und schloss 1928 sein Studium in Geschichte mit der höchsten Auszeichnung ab.
McLintock war eine exzellenter Debattenredner, was ihm an der Universität als Student Reputation einbrachte, interessierte sich für Kunst und Musik und spielt selbst Piano. Später find er selbst an zu malen. Am 11. Januar 1928 heiratete er Eva Maude Adams, mit der er eine Tochter hatte. Von 1929 bis 1936 lehrte er an dem Timaru Technical College und zeitgleich von 1930 bis 1934 an der Workers’ Educational Association (WEA). 1936 ging er nach London, um dort an dem King’s College seinen Ph.D. (Doktor) zu machen. Seine Dissertation The establishment of constitutional government in Newfoundland 1783–1832 veröffentlichte er 1941 als sein erstes Buch. Von 1940 bis 1952 lehrte er als Dozent an der University of Otago, zuerst im Fachbereich Geschichte, ab 1946 dann in Englisch.

### Arbeit als Historiker
Während seiner Zeit an der University of Otago arbeitete McLintock die Geschichte der neuseeländischen Provinz von Otago auf und schuf mit seinen 17 Werken zu den einzelnen Distrikten Otagos ein Gesamtwerk, das er 1949 in dem Werk The History of Otago zusammenfasste. Im selben Jahr wurde ihm dafür der Ernest Scott Prize der University of Melbourne verliehen. Mit dieser Ehrung stieg McLintock zum bedeutendsten Historiker seiner Zeit in Neuseeland auf. Umso mehr war es ein Schock für ihn und die Öffentlichkeit, als ihm in dem Jahr der Lehrstuhl für Geschichte an der University of Canterbury in Christchurch verwehrt blieb.
1952 nahm er das Angebot des neuseeländischen Parlamentes an, für das Parlament als Historiker zu arbeiten. In dieser Funktion schuf er vier weitere Werke, unter anderem An Encyclopaedia of New Zealand, für das er Anfang der 1960er den Auftrag bekam und ihn mit der Veröffentlichung im Jahr 1966 nicht nur landesweit bekannt machte.

### Schaffenszeit als Maler und Kunstexperte
Früh interessierte sich McLintock für Kunst, fing selber an zu malen und unterstützte die Kunstszene aktiv. Von 1938 bis 1940 war er Organisator der National Centennial Exhibition of New Zealand Art und von 1939 an ihr Direktor. 1937 und 1947 stellte er seine eigenen Werke an der Royal Academy of Arts in London aus. Auch Ausstellungen an der Royal Scottish Academy und an dem New English Art Club folgten. Einige seiner Arbeiten wurde auch in der New Zealand Art Exhibition 1958 in Russland gezeigt. McLintock war Mitglied im Arts Advisory Committee of the Queen Elizabeth II Arts Council of New Zealand und in der Otago Art Society sowie in der Otago Photographic Society aktiv.
Gezeichnet von einer Krebserkrankung beendete er im Februar 1968 seien Tätigkeit als Historiker für das Parlament. Wenige Monate später verstarb er am 29. Mai in Dunedin an seiner Erkrankung.
Vereinzelt werden McLintocks Werke in Neuseeland auf Auktionen gehandelt, wie zuletzt auf einer Auktion im Januar 2014 in Wellington.

## Auszeichnungen
- 1949 – Ernest Scott Prize der University of Melbourne
- 1953 – Commander of the Order of the British Empire (CBE)
- ???? – Fellow of the Royal Society of Arts

## Werke
- Longmans, Green and co. (Hrsg.): The establishment of constitutional government in Newfoundland 1783–1832. London 1941 (englisch).
- Otago Centennial Historical Publications (Hrsg.): The History of Otago. Dunedin 1949 (englisch).
- Whitcombe & Tombs Ltd (Hrsg.): The Port of Otago. Christchurch 1951 (englisch).
- R. E. Owen, Government Printer (Hrsg.): Liquor and the King Country. Wellington 1953 (englisch).
- R. E. Owen, Government Printer (Hrsg.): Crown Colony Government in New Zealand. Wellington 1958 (englisch).
- R. E. Owen, Government Printer (Hrsg.): Descriptive Atlas of New Zealand. Wellington 1960 (englisch).
- R. E. Owen, Government Printer (Hrsg.): An Encyclopaedia of New Zealand. 3 Bände. Wellington 1966 (englisch).
- R. E. Owen, Government Printer (Hrsg.): The upper house in colonial New Zealand. a study of the Legislative Council of New Zealand in the period 1854–1887. Wellington 1987 (englisch, Nach McLintocks Tod überarbeitet und fertiggestellt von G. A. Wood).